# Ренье, Шарль
Карл Фридрих Антон Герман «Шарль» Ренье́  (нем. Karl Friedrich Anton Hermann «Charles» Regniér; 22 июля 1914, Фрайбург-им-Брайсгау — 13 сентября 2001, Бад-Висзе) — немецкий актёр, режиссёр и переводчик. Один из самых востребованных актёров кино и театра в ФРГ в 1950—1960-е годы.

## Биография
Французской фамилией Шарль обязан своему деду-французу. Родился в семье врача и в детстве мечтал, как его кумир детства Альберт Швейцер, ездить по всему миру и помогать людям. Ренье вырос в Страсбурге и Баденвайлере, где его дедушка и бабушка по материнской линии владели отелем Schloss Hausbaden. После самоубийства отца в 1924 году Ренье с матерью и тремя братьями переехал сначала в Хайдельберг, затем в Монтрё на Женевском озере. В 1929 году мать Ренье заболела туберкулёзом, и семья переехала в Давос. На швейцарском курорте Шарль познакомился со многими знаменитостями. Благодаря писателю Альфреду Геншке, известному как Клабунд, Ренье заинтересовался литературой и театром. Лишившись мужа и отца, Ренье оказались в сложном материальном положении. В 1930 году после нескольких переездов мать Шарля решила перебраться в Берлин. В Берлине Ренье познакомился с почти слепым писателем Эрнстом Блассом, он часто навещал его и читал ему книги. Несмотря на бедность, Ренье удавалось изредка брать уроки актёрского мастерства. В 1932 году в Праге Ренье исполнил свою первую роль в кино в узкоплёночном фильме La lettre, повествующем трогательную историю безработного, выигравшего главный приз лотереи, но трагически потерявшего свой лотерейный билет.
В 1933 году, уже при Гитлере, Ренье безуспешно пытался несколько раз сдать вступительные экзамены в Государственную школу драматического искусства. В 1934 году Ренье был арестован за гомосексуализм и направлен в концентрационный лагерь Лихтенбург. Освободился через девять месяцев, подписав обязательство не рассказывать ничего о ужасах концентрационного лагеря. Ренье выехал в Италию и открыл в Портофино небольшую сувенирную лавку, но бизнес не сложился и Ренье вернулся в Берлин.
Первое предложение работы Ренье получил в 1938 году от грайфсвальдского театра. В Грайфсвальде Ренье познакомился с актрисой и певицей Памелой Ведекинд, дочерью драматурга Франка Ведекинда, и женился на ней 21 июня 1941 года. В 1941 году Отто Фалькенберг пригласил Ренье в труппу Мюнхенского камерного театра, в котором Шарль Ренье прослужил до 1958 года.
Кинокарьера Шарля Ренье началась в 1949 году с роли Бертрама в фильме «Зов», снятом Йозефом фон Баки по сценарию Фрица Кортнера. В кино Ренье сопутствовал успех, но актёр не забывал и о театральных постановках. В 1961—1962 годах Ренье состоял в труппе венского Бургтеатра. Шарль Ренье снимался иногда в десяти фильмах в год, часто приглашался на телевидение. Помимо ролей в театре и кино Шарль Ренье сам ставил пьесы, писал сценарии и прославился своими переводами с французского языка сочинений Жоржа Сименона, Жана Кокто, Франсуа Мориака и Сидони-Габриэль Колетт и с английского языка — Уильяма Сомерсета Моэма. В 1980—1990 годы Ренье занимался театром. Вместе со второй супругой Соней Циман Ренье, на которой он женился в 1989 году, до преклонных лет часто гастролировал по Германии, Австрии и Швейцарии и выступал с сольными концертами. Умер от инсульта и был похоронен в Баденвайлере.
В браке с актрисой Памелой Ведекинд у Ренье родилось трое детей: гитарист Анатоль Ренье, актриса Карола Ренье и скрипачка Адриана Ренье.

## Фильмография
- 1949: Зов — Der Ruf
- 1949: Das Geheimnis der roten Katze
- 1950: Königskinder
- 1951: Die Tat des Anderen
- 1951: Decision Before Dawn
- 1952: Ich heiße Niki
- 1952: Der große Zapfenstreich
- 1953: Straßenserenade
- 1953: Der Kaplan von San Lorenzo
- 1954: Sauerbruch — Das war mein Leben
- 1954: Канарис
- 1954: Konsul Strotthoff
- 1954: Clivia
- 1954: Ротмистр Вронский — Rittmeister Wronski
- 1954: Die Hexe
- 1954: Die Stadt ist voller Geheimnisse
- 1954: Dieses Lied bleibt bei dir
- 1954: Ein Leben für Do
- 1954: Magic Fire
- 1955: Unternehmen Schlafsack
- 1955: Der Himmel ist nie ausverkauft
- 1955: Zwei blaue Augen
- 1955: San Salvatore
- 1955: Heldentum nach Ladenschluss
- 1955: Остров мёртвых — Die Toteninsel
- 1955: Banditen der Autobahn
- 1955: Gestatten, mein Name ist Cox
- 1955: Das Forsthaus in Tirol
- 1955: Oase
- 1955: Алиби — Alibi
- 1956: Königin Luise
- 1956: Beichtgeheimnis
- 1956: Ein Herz kehrt heim
- 1956: Китти и огромный мир — Kitty und die große Welt
- 1956: Anastasia, die letzte Zarentochter
- 1956: Heute heiratet mein Mann
- 1956: Banktresor 713
- 1957: Königin Luise
- 1957: Unter Palmen am blauen Meer
- 1957: El Hakim
- 1957: Das Abschiedssouper
- 1958: The Journey
- 1958: Die singenden Engel von Tirol (Sag ja, Mutti)
- 1958: Kriegsgericht
- 1958: Peter Voss, der Millionendieb
- 1958: Solange das Herz schlägt
- 1958: Grabenplatz 17
- 1958: Der Page vom Palast-Hotel
- 1958: Die schwarze Spinne
- 1958: Время любить и время умирать — A time to love and a time to die
- 1958: Тайга — Taiga
- 1959: Прекрасная лгунья — Die schöne Lügnerin
- 1959: Der Rest ist Schweigen
- 1959: Die Herrin der Welt
- 1959: Bei Anruf …Mord!
- 1960: The Counterfeit Traitor
- 1960: Le Bal des espions
- 1960: The Secret Ways
- 1960: Der Herr mit der schwarzen Melone
- 1961: Ich kann nicht länger schweigen
- 1961: Affäre Nina B.
- 1961:Die Ehe des Herrn Mississippi
- 1961: Bankraub in der Rue Latour
- 1961: Julia, Du bist zauberhaft
- 1961: Chikita (Wenn Männer Schlange stehen)
- 1962: Завещание доктора Мабузе — Das Testament des Dr. Mabuse
- 1962: Lulu
- 1962: Wenn beide schuldig werden
- 1963: Der Fluch der gelben Schlange
- 1963: Liebe will gelernt sein
- 1963: Miracle of the white stallions
- 1963: Чёрный аббат — Der schwarze Abt
- 1963: Ein Alibi zerbricht
- 1963: Der Unsichtbare
- 1963: Moral 63
- 1963: Das große Liebesspiel
- 1963: Peau de banane
- 1963: Les tontons flingueurs
- 1964: DM-Killer
- 1964: In der Sache J. Robert Oppenheimer
- 1964: Verdammt zur Sünde
- 1964: Анжелика — маркиза ангелов — Angélique, marquise des anges
- 1965: Анжелика в гневе — Merveilleuse Angélique
- 1965: A Study in Terror
- 1965: Berta Garlan
- 1965: Corrida pour un espion
- 1965: Schüsse im 3/4 Takt
- 1965: El marques
- 1966: Der Würger vom Tower
- 1966: Grieche sucht Griechin
- 1966: Angeklagt nach § 218
- 1966: Avec la peau des autres
- 1966: Missione speciale Lady Chaplin
- 1966: Run like a Thief
- 1967: Die Verfolgung und Ermordung Jean Paul Marats…
- 1967: Liebesspiele
- 1968: Die Ente klingelt um halb acht
- 1968: Babeck
- 1970: Mein Freund Harvey
- 1970: Ohrfeigen
- 1970: Unter den Dächern von St. Pauli
- 1971: Der Kommissar
- 1971: Das Messer
- 1972: Tod auf der Themse
- 1972: Der Stoff, aus dem die Träume sind
- 1972: Der Kommissar
- 1973: Der Kommissar
- 1973: Der Kommissar
- 1973—1975: Mordkommission
- 1974: Степной волк — Der Steppenwolf
- 1975: Ein Mensch
- 1977: Змеиное яйцо — Das Schlangenei
- 1979: Fabian
- 1980: Mord nach Plan
- 1980: Der Galgensteiger
- 1982: Shalom Pharao
- 1983: Die wilden Fünfziger
- 1983: Der Schnüffler
- 1984: Ein Mann wie EVA
- 1985: Der Selbstmord
- 1985: Napoleon — König der Köche
- 1986: Роза Люксембург — Rosa Luxemburg
- 1988: Welcome to Germany
- 1988: Jenseits von Blau
- 1991—1994: Unsere Hagenbecks
- 1991: Stein und Bein — Erlebnisse eines Mieters
- 1993: Das Bild
- 1994: Wie Pech und Schwefel
- 1995: Glück auf Kredit
- 1996: Angeschlagen
- 1998: Cascadeur — Die Jagd nach dem Bernsteinzimmer
- 2000: Die Unberührbare